# Pelourinho de Bobadela

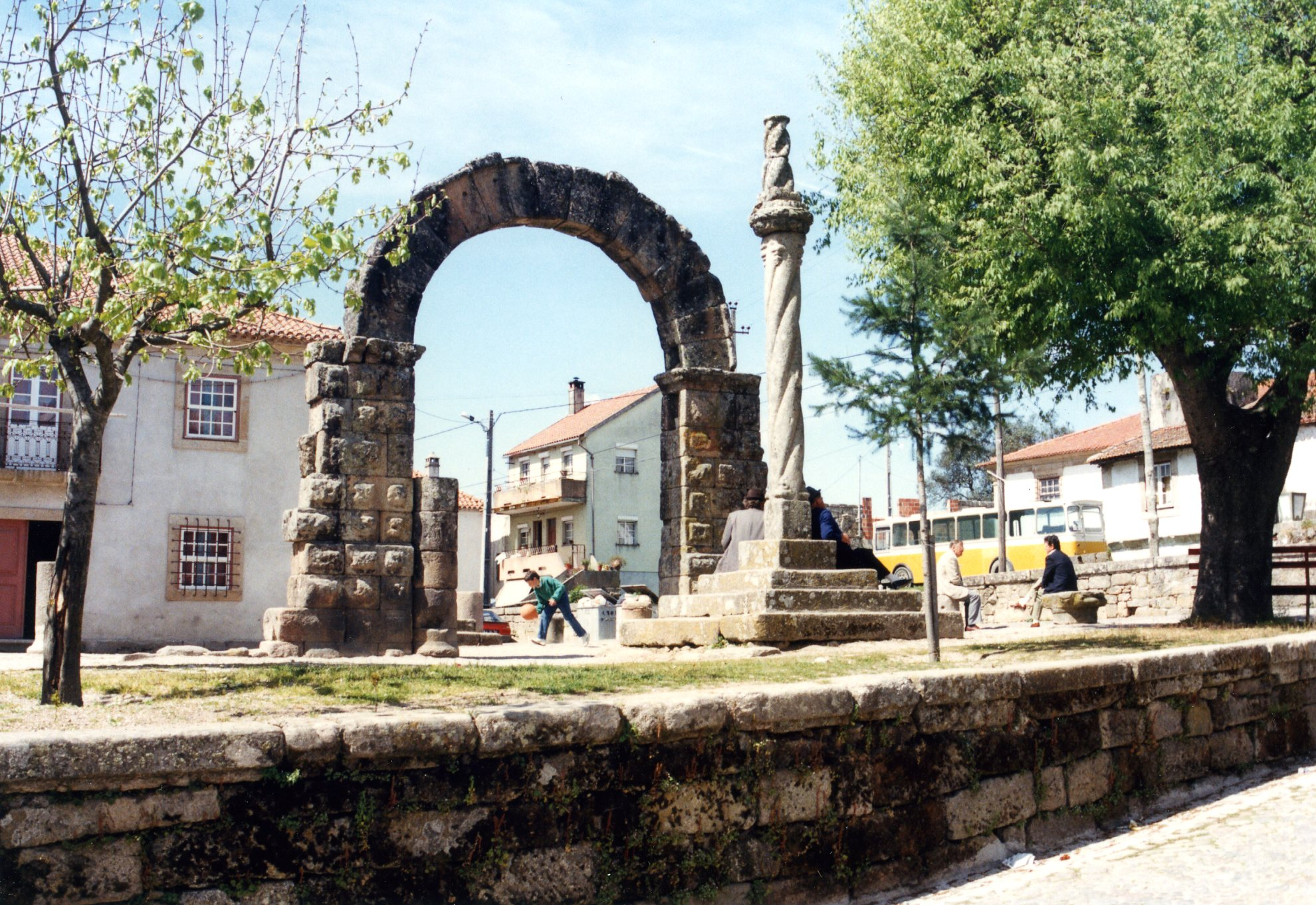
Pelourinho de Bobadela colocado à frente das ruínas romanas

O Pelourinho de Bobadela é um pelourinho situado na freguesia de Bobadela, no município de Oliveira do Hospital, distrito de Coimbra, em Portugal.
Está classificado como Imóvel de Interesse Público desde 1933.
Trata-se de um monumento manuelino, constituído por uma coluna de fuste espiralado, assente numa base de quatro degraus quadrangulares. Do anel que forma o capitel parte o remate cónico, também espiralado.